# 倉嶋丈康
倉嶋 丈康（くらしま ともやす）は、日本のアニメーター、キャラクターデザイナー、イラストレーター。「まっぴーらっく.」という別名義を使うこともある。
高校でコンピュータを学んでいたが、ゲームを作るよりやっぱり絵が好きだと認識してその道に進むことを決心し、高校卒業後、代々木アニメーション学院札幌校へ入学。

## 参加作品一覧

### テレビアニメ
各作品各話の参加スタッフテロップによるリスト。
1999年
- MASTERキートン（2月：第17話 動画）※第26話、第37話は一般OVAの項目を参照
- スージーちゃんとマービー（4月：第13話 原画）
- To Heart（7月：第7話 原画）
- カードキャプターさくら（8月：第18話 動画）
- 魔装機神サイバスター（9月：第21話 キャラクター作画監督）
- 地球防衛企業ダイ・ガード（12月：第12話 原画）

2000年
- ラブひな（4月：第2話 作画監督）
- ゲートキーパーズ（7月：第18話 原画）

2001年
- こみっくパーティー（4月：第3話 作画監督）
- シスター・プリンセス（5月：第3話・第7話・第12話 原画）
- あぃまぃみぃ!ストロベリー・エッグ（7月：第3話 作画監督 第12話 原画）
- SAMURAI GIRL リアルバウトハイスクール（7月：第1話 原画）
- ヴァンドレッド the second stage（11月：第5話・第8話 キャラクター作画監督）
- ココロ図書館（11月：第5話 原画）
- おとぎストーリー 天使のしっぽ（12月：第9話・第11話 作画監督 第8話 原画）

2002年
- Kanon（3月：第5話 原画）
- G-onらいだーす（7月：第1話・第6話 作画監督 第13話 原画）
- カスミン（10月：第2シリーズ第2話 作画監督）

2003年
- 円盤皇女ワるきゅーレ（7月：OPアニメーション原画 第1話・第12話 原画）
- D.C. 〜ダ・カーポ〜（7月：OPアニメーション原画・第1話 原画）
- 一騎当千（9月：第8話 原画）
- 君が望む永遠（10月：第1話・第2話 原画）
- 円盤皇女ワるきゅーレ 十二月の夜想曲（12月：第1話 原画、第4話 総作画監督補・原画、第12話 作画監督）
- まぶらほ（10月：OPアニメーション原画・アイキャッチ原画、2004年2月：第17話 原画）

2004年
- 超重神グラヴィオンZwei（1月：OPアニメーション原画）
- 光と水のダフネ（2月：第6話 原画）
- 爆裂天使（4月：第1話 原画）
- ニニンがシノブ伝（9月：第9話Bパート 作画監督）
- 下級生2 〜瞳の中の少女たち〜（10月：キャラクターデザイン、OP・EDアニメーション作画監督）
- To Heart 〜Remember my memories〜（12月：第10話 原画）

2005年
- まほらば 〜Heartful days〜（[6月：第26話 クレヨン職人）
- D.C.S.S. 〜ダ・カーポ セカンドシーズン〜（7月：第1話 原画、12月：第26話 原画）

2006年
- Canvas2 〜虹色のスケッチ〜（3月：第20話 アイキャッチ原画）

2008年
- ハヤテのごとく!（1月：第42話 原画、3月：第48話 原画）
- D.C.II S.S. 〜ダ・カーポII セカンドシーズン〜（6月：第13話 原画）
- ストライクウィッチーズ（7月：OPアニメーション原画、第3話 作画監督補・原画、9月：第12話 原画）
- とらドラ!（10月：第3話 原画）
- 鉄のラインバレル（11月：第8話 原画）

2009年
- シャングリ・ラ（4月：第1話 原画）
- 黒神 The Animation（4月：第2期OP 原画）
- うみものがたり 〜あなたがいてくれたコト〜（7月：第2話 原画、9月：第10話・第12話 原画）
- 戦場のヴァルキュリア（7月：第14話 原画）
- 大正野球娘。（7月：第2話 原画）
- 化物語（7月：第3話 原画）
- 咲-Saki-（9月：第25話 原画）
- クイーンズブレイド 玉座を継ぐ者（11月：第7話 原画）
- とある科学の超電磁砲（12月：第12話 原画、2010年1月：第2期OP 原画、2月：第19話 原画）

2010年
- 聖痕のクェイサー（2月：第5話 作画監督補佐）
- WORKING!!（5月：第5話 原画）
- ストライクウィッチーズ2（7月：キャラクター総作画監督）

2011年
- IS 〈インフィニット・ストラトス〉（1月：キャラクターデザイン・総作画監督）

2022年
- プリマドール（7月：サブキャラクター原案〈夕霧〉、9月：第11話 エンドカードイラスト）

2024年
- 君は冥土様。（10月：キャラクターデザイン）

### 劇場アニメ
- ストライクウィッチーズ 劇場版（2012年3月：キャラクター総作画監督協力）

### OVA

#### 一般
参加スタッフテロップによるリスト。
1999年
- MASTERキートン（12月：第26話 動画、2000年4月：第37話 作画監督）

2002年
- こすぷれCOMPLEX（原画）

2003年
- みずいろ（4月・7月：キャラクターデザイン・作画監督）

2004年
- 蒼い海のトリスティア（4月・07月：OPアニメーション原画）

2005年
- イリヤの空、UFOの夏（2月 - 7月：キャラクターデザイン・第4話 作画監督、10月：オフィシャルイラストレーションズ イラスト）

2009年
- ぱにぽにだっしゅ!OVA（4月：アイキャッチ作画）

#### 18禁
2000年
- SeptemCharm まじかるカナン（8月 - 2003年2月：キャラクターデザイン・Vol.4 作画監督）

2001年
- エル〔él〕（4月：#1 原画）

2002年
- 夜が来る!（4月：第1夜 原画、8月：第2夜 原画、2003年2月：第4夜 原画）

2006年
- 下級生2 〜季花詞集 Anthology〜（3月：第一節 原画）

### ゲーム

#### 一般（ゲーム）
2003年
- D.C.P.S. 〜ダ・カーポ〜 プラスシチュエーション（10月：OPアニメーション作画監督）

2005年
- 卒業 〜Next Graduation〜（6月：キャラクター原案）

2006年
- Canvas2 〜虹色のスケッチ〜（1月：竹内麻巳・藤浪朋子 原画）

#### 18禁（ゲーム）
2004年
- CARNIVAL（4月：デモムービー 絵コンテ・演出・原画）

2005年
- School Days（5月：原画・作画監督協力）
- あると（12月：第6回 応援イラスト）

2006年
- Summer Days（6月：原画・作画監督協力）
- Canvas2 DVD EDITION（10月：竹内麻巳・藤浪朋子 原画）

2007年
- ひとゆめ（4月：キャラクターデザイン・原画・CG監督） ※「まっぴーらっく.」名義
- 明日の君と逢うために（11月：キャラクターデザイン・原画） ※「まっぴーらっく.」名義
- タイムリープ（12月：絵コンテ）

2008年
- 明日の七海と逢うために（10月：キャラクターデザイン・原画） ※「まっぴーらっく.」名義

2011年
- SISTERS 〜夏の最後の日〜（4月：Hシーン原画）

### その他
2005年
- アニメショップコミット（10月 - ）
  - 東京都中野区の中野ブロードウェイにあるアニメ関連商品販売店。マスコットキャラクター「コミットちゃん」の3代目キャラクターデザインを担当。

2010年
- とある科学の超電磁砲5巻特装版付録『偽典・超電磁砲』表紙イラスト（6月）

2012年
- アーク・ブラッド A.D.5000のアダム/アーク・ブラッド2 方舟都市の巫女 イラスト（C★NOVELSファンタジア、9月/2013年9月）